# Heldenkampf in Schnee und Eis

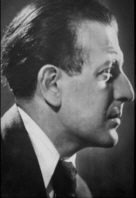
Gustav Ucicky, 1930

Heldenkampf in Schnee und Eis ist ein österreichisch-ungarischer Propagandafilm des k. und k. Kriegspressequartiers aus dem Jahr 1917, welcher für die Wochenschau produziert wurde. Filme waren zu dieser Zeit ein noch sehr neues Propagandamittel, welches erstmals wirksam eingesetzt wurde. Viele dieser Produktionen sind jedoch nicht erhalten. Der Film selbst besteht nur aus Außenaufnahmen, da er die Gefechte der Alpenfront im Kronland Tirol thematisiert. Er unterlag wie alle Propagandamittel einer strengen Zensur. Wie zu jener Zeit typisch, handelt es sich um einen Stummfilm mit Texteinblendungen, der jedoch, was unüblich ist, ohne genretypische Musikbegleitung vorgeführt wird. Der Urheber von „Heldenkampf in Schnee und Eis“ blieb unbekannt, Mutmaßungen zufolge könnte es sich jedoch um das Werk des Kameramanns und späteren Regisseurs Gustav Ucicky handeln.

## Hintergrund

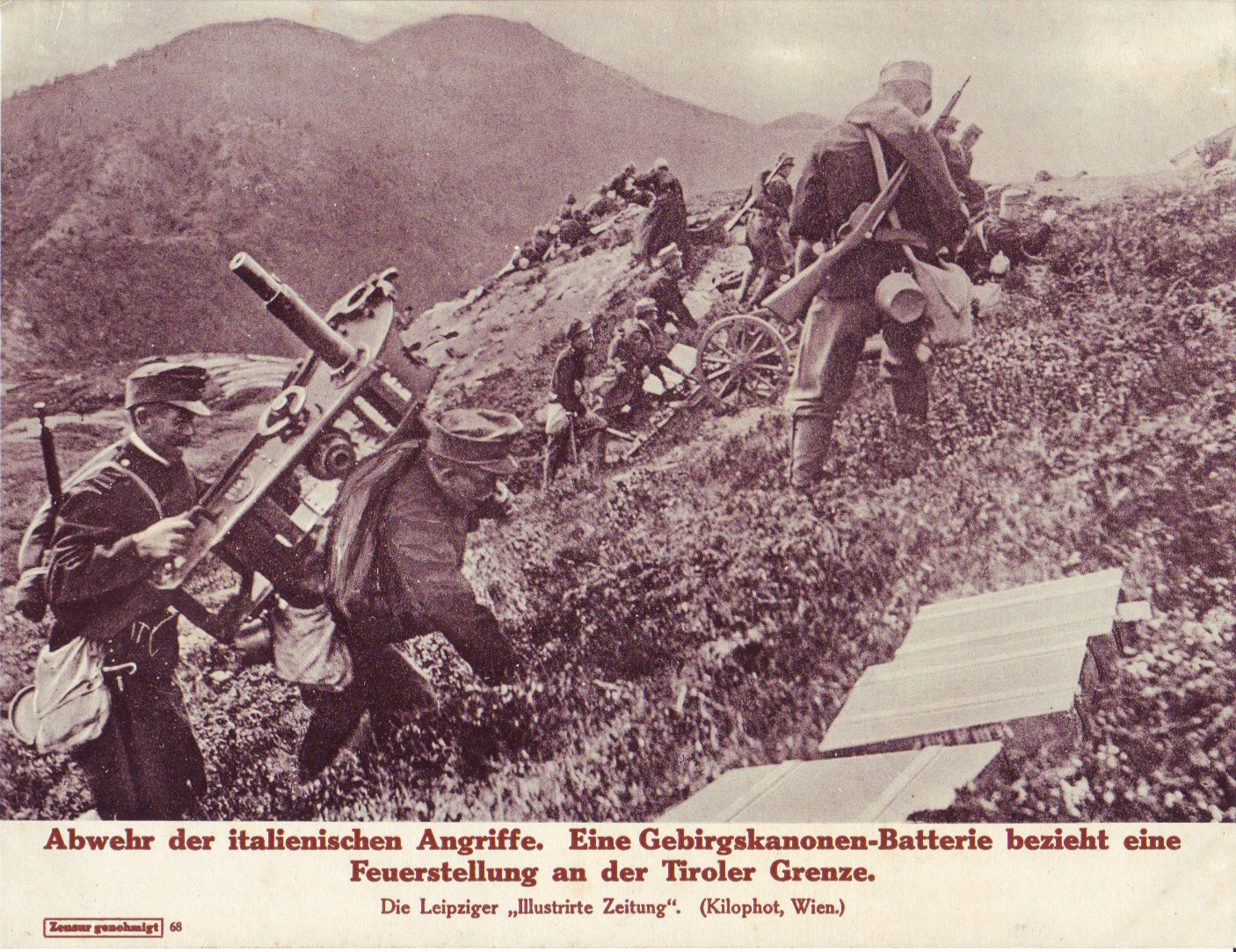
Tiroler Front 1915

Die Alpenfront war im Ersten Weltkrieg eine nur gering strategisch wichtige Linie zwischen Österreich-Ungarn und dem  Königreich Italien. Gefechte auf 2000 bis 3000 Metern Höhe konnten an die Bevölkerung jedoch idealerweise als Heldentum verkauft und die Gebirgskämpfer zu Helden stilisiert werden, hier abzulesen am Filmtitel. Tatsächlich fand auf diesen Höhen aber kein echter Bewegungskrieg statt, da einfach der Raum dafür fehlte. Zwar wurden zu Beginn noch einige Berggipfel von gebirgserfahrenen Soldaten in Patrouillen besetzt, doch mehr als kleine Vorteile für die eigenen Truppen boten diese nicht. Daher begann ein „Krieg der Bergführer“, bei dem um jede noch so kleine Erhebung gekämpft wurde. So verwundert es nicht, dass im Kriegswinter 1916/17 mehr Gebirgssoldaten durch Lawinen als durch feindliche Kugeln getötet wurden. Ziel dieser Kämpfe war es, den Feind aus höher gelegenen Positionen zu attackieren und dessen hochalpine Stellungen zu zerstören.
Zwölf Isonzoschlachten fanden an der Südostfront zwischen Österreich-Ungarn und Italien bis Kriegsende statt. Abschnittsweise dauerte der Krieg in den Alpen bis ins Jahr 1918 hinein. Wie in jedem Propagandafilm musste auch bei Heldenkampf in Schnee und Eis die eigene Stärke und Überlegenheit gegen den Feind verdeutlicht werden. Allgemein bestimmten Erfolgsnachrichten von der Front die militärisch-filmische Propaganda, und die Wirksamkeit der eigenen Waffen und Kriegführung wurde betont.

## Handlung
Der Film ist in zwei Teile gegliedert. Der Einstieg in den ersten Teil erfolgt mit einer Aufnahme eines Gebirgsidylls. Dieses Bild wird verstärkt durch vereinzelte Skifahrer auf dem Hang. Im Hintergrund sieht man deutlich Rauch aufsteigen, ohne aber dessen Ursache erkennen zu können. Den ersten Verweis auf die Truppen liefert die erste Texteinblendung, in der die Rede von einer Soldatenstadt im Eis ist. Es folgt eine kurze Aufnahme des Bergdorfes, gefolgt von der nächsten Gebirgsaufnahme. Üblicherweise geben die Texteinblendungen Aufschluss darüber, was nachfolgend auf den Bildern zu sehen sein wird. Dem Text folgend, werden feindliche Bewegungen und Truppen gezeigt. Soldaten kämpfen sich durch den hohen Schnee, das zeigt, wie tapfer und zäh die eigenen Soldaten sind. Der Text unterlegt dies mit der Aussage „Quer durch die Wände“.
Anschließend zeigt uns der Kameramann Soldaten, die ihrer Arbeit nachgehen. An dieser Stelle werden auch zum ersten Mal die Gesichter der gefilmten Soldaten erkennbar. Es handelt sich überwiegend um junge Männer. Nach einer kurzen Blende, welche noch einmal die gesamte Patrouille zeigt, folgt der nächste Text. Er verkündet, dass  die Gruppe von Soldaten beginnt, einen 3500 Meter hohen Firn zu erklommen, um die feindlichen Stellungen besser im Blick zu haben. Die Aufnahmen zeigen den schweren Aufstieg der Männer durch hüfthohen Schnee. Die Ersteigung des Gipfels eignet sich auch bestens dafür, um die Kameradschaft zwischen den Männern zu zeigen, etwa wie sie sich gegenseitig bei dem harten Aufstieg die Felswand hoch unterstützen und sogar notfalls mitziehen. Am Ende dieser Szene hat die Patrouille den Firn bezwungen und blickt nun vom Gipfel aus in die Ferne.
Passend dazu blendet der Film um, zur vierten Aufnahme des Gebirges, damit der Zuschauer nur nicht vergisst, wo wir uns gerade befinden. Erstmals ist im Text die Rede von feindlichen Vorstößen. Eine Seilbahnfahrt aus Sicht des Kameramanns erweckt beim Zuschauer den Eindruck, selbst in den Alpen sein, und es stärkt das Wir-Gefühl beim Beobachter. Es wird ein Text gezeigt, der von der Ablösung erschöpfter Truppen spricht. Es folgen häufig wechselnde Aufnahmen, die den Abmarsch beziehungsweise den Aufstieg der frischen Truppen zeigen, was dem Zuschauer die Bewegung im Gebirge nahebringen soll. Dazu passend werden immer wieder kurze Texte eingeblendet, die noch einmal darauf hinweisen, dass die Soldaten sowohl den schwierigen Auf- wie auch den Abstieg zu Fuß meistern müssen. Es wurden bisher immer nur sehr kleine Gruppen gezeigt, meistens mit ca. fünf Männern. Nun bewegen sich ganze Menschenmassen durch die Felswände. Auch erkennbar ist, dass die frischen Soldaten gezielt an der Kamera vorbeimarschieren, wobei einige direkt in die Kamera lachen. Ebenso zeigen die Bilder immer wieder die unerschöpflicher Kameradschaft unter den Männern, sowohl bei den abgelösten wie auch neu eingesetzten Truppen. Bei der letzten gezeigten Aufnahme wirken die Männer nicht mehr jung und dynamisch, sie sind müde und vom Kampf gezeichnet.
Der Text gibt dann Aufschluss darüber, dass nun zu sehen sein wird, wie schwere Artillerie vorbereitet wird. Die schwere Gebirgskanone wird über steile Gletscher transportiert. Der folgende Text bringt Dramatik in das Geschehen, da zu lesen ist, dass der Feind zu sehen sein soll. Auf den danach eingeblendeten Bildern ist aber von einem Feind nichts zu erkennen. Erneut sind Aufnahmen der Seilbahn zu sehen, dieses Mal aber mit einer Materiallieferung, welche die Truppen auf diesem Weg erhalten. Der Text klärt den Zuschauer darüber auf, dass vor dem Angriff auf den Feind das Gelände durch geübte Bergführerpatrouillen aufgeklärt werden muss. Die letzte Texteinblendung im ersten Teil ist eine Botschaft an das Volk: Die österreichisch-ungarischen Truppen befinden sich auf Höhen, welche der Mensch bisher noch nicht zu besiedeln vermochte. Die letzte Bildaufnahme im ersten Teil, der nach 27 Minuten endet, ist die sechste Gebirgsaufnahme.

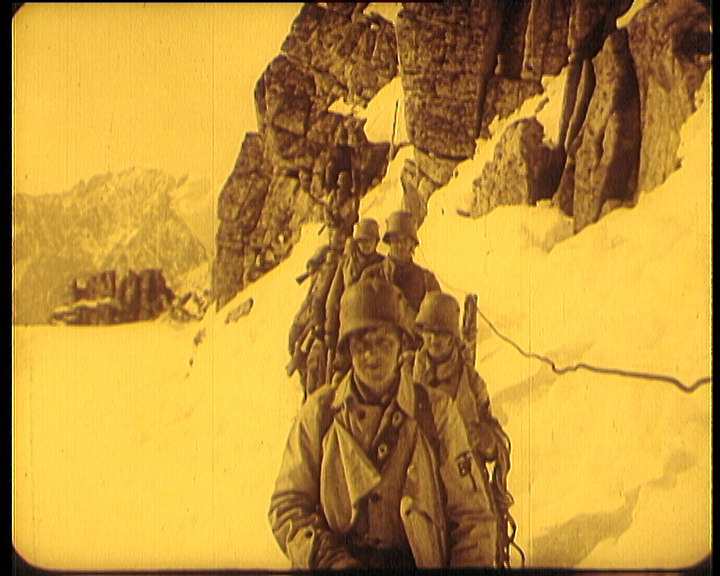
Szene aus dem Film

Einen deutlichen Unterschied zwischen dem ersten und zweiten Teil erkennt man dann schon in der ersten Szene. Die nächste Texteinblendung lautet: „Angriff auf den feindlichen Stützpunkt Höhe 3274“. Das erste Bild zeigt darum auch Soldaten in einem Schützengraben. Text und Bild gehen danach konform, beide zeigen auf, wie der Kommandant seine Truppe auf den Angriff einschwört und letzte Anweisungen erteilt. Nach 28:55 Minuten fällt dann ein erster erkennbarer Schuss. Es wird der Schützengraben, in dem der Kommandant steht, vom Feind beschossen. Am Morgen des Angriffs ist der Sturmtrupp in Reserve laut Text alarmiert. Auch die Bilder zeigen kampfbereite Soldaten. Zudem wird in dieser Szenerie auch erstmals der feindliche Stützpunkt aus der Ferne aufgenommen.
Zu den Aufnahmen wird erklärt, dass ein Schnellfeuergeschütz in eine improvisierte Feuerstelle gezogen wird. Darauf folgt wieder ein Text „Der Sturmtrupp im Anmarsch“. Die Bilder zeigen den Sturmtrupp, wie er aufmarschiert. Text und Bild wechseln sich in dieser Phase des Films sehr schnell und häufig ab. Es wird erneut ein Bild des Sturmtrupps eingeblendet, wie dieser gegen den Feind vorrückt. In Minute 34 wird dann mit der zuvor präparierten Kanone der erste eigene Schuss abgegeben. Von der Artillerie wird dann wieder schnell zurück zum vorrückenden Sturmtrupp geblendet, um Dramatik und Hektik aufzubauen. Dieses Zusammenschneiden der einzelnen Bilder und der Texte gibt dem Film nun einen ganz anderen Charakter als noch im ersten Teil. Auch die Formulierungen der Texte werden kürzer und prägnanter. Es werden sehr deutlich die eigenen Artillerietreffer in den feindlichen Stellungen gezeigt. Gegenangriffe oder Gegenfeuer kann man hingegen nicht erkennen.
Nun rückt auch der Sturmtrupp endgültig gegen den Feind vor. Bergauf erstürmen die Soldaten die feindliche Stellung, unterstützt von Texteinblendungen. Diese Szenerie des eigenen Angriffs wird in eine nicht enden wollende Länge gezogen. Immer wieder folgen die schnellen Wechsel zwischen Artillerie, Text und Sturmtrupp. Dann lassen sich die ersten Toten erkennen, welche dem Sturmtrupp zuzuordnen sind. Im gesamten Kampfverlauf gibt es nur sehr kurze Gegenwehr, welche auf den Aufnahmen nur anhand der Toten zu erkennen ist. Der Text verkündet „Die Höhe ist genommen“, die eigenen Truppen waren also siegreich. Es folgt anschließend noch eine Texteinblendung, diese erklärt, dass nun die Toten und Verletzten abtransportiert werden und der Stützpunkt weiter ausgebaut wird. Sich nicht ergebende Feinde werden von Mitgliedern des Sturmtrupps erstochen. Es wird gezeigt, wie eigene Verletzte aus der Schusslinie gebracht werden. Feindliche Gefangene werden abtransportiert.
An der letzten Texteinblendung lässt sich der Tatendrang der Soldaten erkennen. Gerade wurde erst ein feindlicher Stützpunkt gestürmt, schon blickt man in die Ferne auf die Firne und Gipfel, wo sich die Hauptstellungen des Feindes befinden. Die letzte Aufnahme ist wie auch der Einstieg in den Film eine Gebirgsaufnahme. Danach endet der Film.

## Kritik
Der Übergang zwischen Spiel- und Dokumentarfilm war zu jener Zeit noch fließend. So war es üblich, viele Aufnahmen zu machen und diese schnell hintereinander zu schneiden. 1917 unterläuft der Film das Regelwerk des Kriegspressequartiers. Er zeigt offensichtlich die erschöpften, unmotivierten Gesichter der Kämpfer, die unendlichen Weiten der Berge und unüberwindbare Schneemassen. Er trägt somit nicht wie ein gewöhnlicher Propagandafilm zur Stärkung des Selbstbewusstseins der Nation bei, sondern zeigt, dass die eigene Kraft am Ende angelangt ist.

## Sonstiges
- Die Alpenfront diente oft als Propagandamotiv
- Italienisches Gegenstück: Krieg in den Alpen (1917)[6]
- Anzahl fiktionaler Propagandafilme stieg mit Kriegsdauer
- Die Produktionsfirma „Sascha Film“ gehörte dem wichtigsten österreichischen Filmemacher dieser Zeit: Graf Alexander Sascha Kolowrat